# Трафария
Трафария (порт. Trafaria)  —  район (фрегезия) в Португалии,  входит в округ Сетубал. Является составной частью муниципалитета  Алмада. Находится в составе крупной городской агломерации Большой Лиссабон. По старому административному делению входил в провинцию Эштремадура. Входит в экономико-статистический  субрегион Полуостров Сетубал, который входит в Лиссабонский регион. Население составляет 5946 человек на 2001 год. Занимает площадь 5,83 км².
Покровителем района считается Апостол Пётр (порт. S. Pedro). 